# Unde vei fi poimâine?
Unde vei fi poimâine?  (titlu original: The Day After Tomorrow) este un film SF americano-canadian din 2004 regizat de Roland Emmerich. În rolurile principale joacă actorii Dennis Quaid, Jake Gyllenhaal, Ian Holm, Emmy Rossum și Sela Ward. Filmul prezintă efecte climatice catastrofale ficționale într-o serie de evenimente meteorologice extreme care duc la răcire globală și  la o nouă eră glaciară. Unde vei fi poimâine? a fost realizat în Toronto și Montreal și este filmul hollywoodian produs în Canada cu cele mai mari încasări (dacă se ține cont de inflație).

## Distribuție
- Dennis Quaid ca Profesor Jack Hall
- Jake Gyllenhaal ca Sam Hall
- Emmy Rossum ca Laura Chapman
- Ian Holm ca Profesor Terry Rapson
- Sela Ward ca Dr. Lucy Hall
- Christopher Britton ca Vorsteen
- Arjay Smith ca Brian Parks
- Dash Mihok ca Jason Evans
- Jay O. Sanders asca Frank Harris
- Sasha Roiz ca Parker
- Austin Nichols ca J.D.
- Adrian Lester ca Simon
- Tamlyn Tomita ca Janet Tokada
- Glenn Plummer ca Luther
- Perry King ca Președintele Blake
- Kenneth Welsh ca Vice-Președintele (ulterior Președintele) Raymond Becker
- Amy Sloan ca Elsa
- Sheila McCarthy ca Judith
- Nestor Serrano ca Tom Gomez
- Christian Tessier ca Aaron